# Округ Шеридан (Вајоминг)
Округ Шеридан (енгл. Sheridan County) је округ у америчкој савезној држави Вајоминг.

## Демографија
По попису из 2010. године број становника је 29.116, што је 2.556 (9,6%) становника више него 2000. године.
| Група             | 2000.          | 2010.          |
| Белци             | 25.122 (94,6%) | 27.119 (93,1%) |
| Афроамериканци    | 49 (0,2%)      | 107 (0,4%)     |
| Азијати           | 102 (0,4%)     | 192 (0,7%)     |
| Хиспаноамериканци | 646 (2,4%)     | 1.013 (3,5%)   |
| Укупно            | 26.560         | 29.116         |